# SMS Kaiser (1874)
Pour les autres navires du même nom, voir SMS Kaiser.
Le SMS Kaiser était le navire de tête des cuirassés de classe Kaiser ; Le SMS Deutschland était son navire jumeau. Nommé d'après le titre "Kaiser" (allemand : empereur), détenu par le chef de l'Empire allemand alors nouvellement créé, le navire a été déposé dans le chantier naval Frères Samuda à Londres en 1871. Le navire a été lancé en mars 1874 et mis en service dans la Kaiserliche Marine en février 1875. Il reçut une batterie principale de huit canons de 26 cm dans une batterie centrale au milieu du navire.
Kaiser a servi avec la flotte depuis sa mise en service jusqu'en 1896, bien qu'il ait été fréquemment placé en réserve tout au long de sa carrière. Le navire participait régulièrement aux manœuvres annuelles d'entraînement de la flotte menées à l'exception du milieu des années 1880, lorsqu'il fut temporairement remplacé par des navires plus récents. il a participé à plusieurs croisières dans la Baltique et la Méditerranée, escortant souvent Kaiser Wilhelm II lors de visites d'État officielles. Le Kaiser a été reconstruit au début des années 1890 en tant que croiseur cuirassé, bien qu'il ait été trop lent pour jouer ce rôle de manière satisfaisante. Néanmoins, il a passé plusieurs années en tant que navire amiral de l'Escadre d'Extrême-Orient avant de retourner en Allemagne en 1899. Il a été utilisé dans des rôles secondaires après 1904, jusqu'à la fin de la Première Guerre mondiale en tant que navire-caserne Uranus au large de Mönkeberg en 1905, puis à Flensbourg pour l'école des torpilles. En 1920, la coque du navire est vendue à Hambourg pour démolition.

## Conception

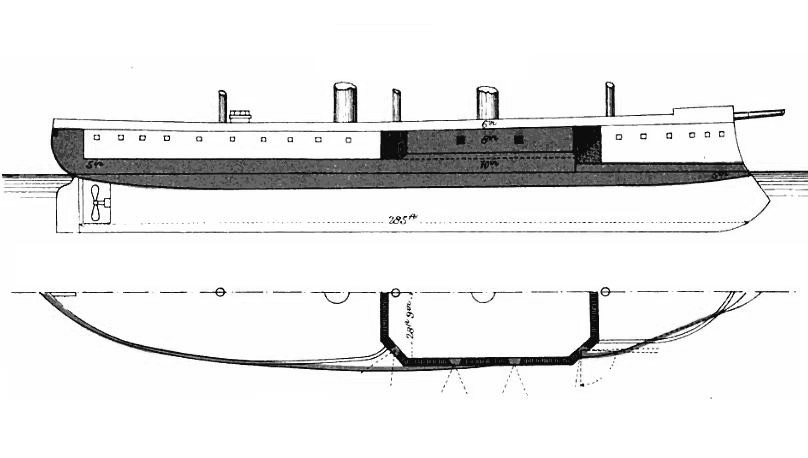
Dessin au trait du SMS Kaiser

Les deux cuirassés de classe Kaiser ont été autorisés dans le cadre du programme naval de 1867, qui avait été approuvé par le Reichstag (Diète impériale) pour renforcer la marine fédérale nord-allemande à la suite de la Seconde Guerre du Schleswig, lorsque la faible marine prussienne de l'époque n'avait pas été en mesure de briser le blocus imposé par la marine royale danoise. Conçus par Edward Reed en 1869, les navires figuraient parmi les navires à casemate les plus puissants construits par n'importe quelle marine, bien qu'ils soient devenus obsolètes au moment où ils ont été achevés par l'avènement du navire à tourelle,.
En plus de sa machine à vapeur développant 5 700 cv, il était également équipée d'un gréement complet de trois-mâts carré.
Il était armé d'une batterie principale de huit canons L/20 de 26 cm montés dans une casemate centrale au milieu du navire. Tel que construit, le navire était également équipé d'un seul canon L/22 de 21 cm. Après avoir été reconstruit en 1891–1895, son armement a été augmenté de six canons L/22 de 8,8 cm  et d'un canon L/30 de 8,8 cm, quatre et plus tard douze canons automatiques de 3,7 cm pour défense contre les torpilleurs. Il a également reçu cinq tubes lance-torpilles de 35 cm, tous montés dans la coque du navire au-dessus de la ligne de flottaison.
L'armure de Kaiser était en fer forgé ; sa ceinture blindée avait une épaisseur de 127 à 254 mm, au-dessus de laquelle une virure de blindage de 203 mm d'épaisseur protégeait les canons de la batterie principale. Son pont blindé principal avait une épaisseur de 38 à 51 mm (1,5 à 2,0 pouces).